# Den andra chansen
Den andra chansen (Originaltitel: Second Chances) är en amerikansk tv-serie visad första gången 1993. I svensk TV visades serien på TV4 1995.
En jordbävning som drabbade södra Kalifornien den 17 januari 1994 skadade TV-seriens inspelningsmiljöer och CBS bestämde sig då för att lägga ner serien istället för att investera i att bygga upp nya kulisser och förlänga serien. 

## Handling
Den lilla staden Santa Rita i Kalifornien framstår som den perfekta staden, men skenet bedrar, mycket drama pågår under den idylliska ytan.

## I rollerna (urval)
- Connie Sellecca - Dianne Benedict
- Matt Salinger - Mike Chulack
- Megan Follows - Kate Benedict
- Jennifer Lopez - Melinda Lopez
- Ray Wise - Judge Jim Stinson
- Pepe Serna - Salvador Lopez
- Justin Lazard - Kevin Cook
- Ramy Zada - Det. Jerry Kuntz
- Stephen Nichols - Tommy Simmons
- Michelle Phillips - Joanna Russell
- Sean Fitzgerald - Brian Christianson
- Danny Gonzalez - Cesar Lopez
- John Chaidez - Johnny Lopez
- Frances Lee McCain - Felicity Cook
- Ronny Cox - George Cook
- Robert Duncan McNeill - Pete Dyson
- John Schneider - Richard McGill
- Erich Anderson - Bruce Christianson